# Хоћипили
Хоћипили је бог уметности, игара, лепоте, љубави, креативности, душа, плеса, цвећа и песама из астечке митологије. Његово име садржи наватлске речи "хоћити" (цвет) и "пили" (који има два значења принц или дете), и значи "принц цвећа". Као заштитник писања и сликања, звао се Ћикомехоћитл "Седам цветова", али исто га можемо звати и Макилхоћитл "Пет цветова". У астечкој митологији Хоћипили има два брата Ихтилион (бог здравља, медицине и плеса) и Макилхоћитл (бог игара). Његова жена је људско биће по имену Мајауел, а има и сестру близнакињу која се зове Хоћикетсал. Један је од богова који је био задужен за плодност и агрокултуру, такође је повезан са Тлалоком (бог кише), и Сентеотлом (бог кукуруза). Хоћипили може бити пандан богу кукуруза древних Маја.
Хоћипили такође се интерпретира као заштитник хомосексуалаца и мушких проститутки, улогу коју је преузео из цивилизације Толетка. Он је најчешће приказан како носи талисман зван ојохуали, са привеском у облику капљице, која је изграђена од матичњака.
Aстецима, Принц цвећа био је сматран за бога несташлука и шала на туђ рачун. Међутим, за разлику од од осталих богова, није био злонамеран и осветољубив, што га је чинило јако вољеним. Ако прођете поред његове скулптуре у музеју антроплогије у Мексико Ситију, ако посматрате са пажњом и удубите се у скулптуру, приметићете да је она покривена интригантно замршеним сликама и обрасцима. Ови симболи представљају халуциногене биљке, показујући важност коју су оне играле у култу његовог обожавања.
Највећа асоцијација на овог бога био је алкохол. Летње прославе које су се називале „Фестивали цвећа“ прослављале су се сваке године у част хоћипилија и његове сестре близнакиње Хоћикетсал. Играле су се игре, рецитовала се поезија и песме су се певале. Током тих фестивала, обожаваоци су пили врсту текиле која се назива „пулке“ и конзумирали печурке „теонанакатл“ познатије као „дар од Бога“.

## Занимљивост
Можете наћи принца цвећа (осим ако је послат на изложбе у другим музејима) у соби у музеју антропологије у Мексико Ситију. Лако га је пронаћи јер се налази према центру собе,а ту се такође налазе пар заниљивих артефаката који су посвећени и имају везе са њим. Музеј је отворен од 9:00 до 19:00. сваким даном осим четвртком, када је затворен за јавност. Улазница износи 51 пезос (2,5 евра), али ако сте мексички држављанин или страни становник земље, недељом можете ући бесплатно.
1. ↑  „Xochipilli”. Ancient History Encyclopedia. Приступљено 2019-12-25.
2. ↑  „Xochipilli”. Atlas Obscura (на језику: енглески). Приступљено 2019-12-25.